# Сандерленд, Джулин
Джулин Сандерленд (в замужестве — Грант) (англ. Julene Sunderland (Grant), род. 8 июня 1959) — австралийская хоккеистка (хоккей на траве), полевой игрок. Участница летних Олимпийских игр 1984 года, бронзовый призёр чемпионата мира 1983 года.

## Биография
Джулин Сандерленд родилась 8 июня 1959 года.
Играла в хоккей на траве за «Валли» из Брисбена.
В 1983 году в составе женской сборной Австралии завоевала бронзовую медаль чемпионата мира в Куала-Лумпуре.
В 1984 году вошла в состав женской сборной Австралии по хоккею на траве на летних Олимпийских играх в Лос-Анджелесе, занявшей 4-е место. Играла в поле, провела 5 матчей, забила 2 мяча (по одному в ворота сборных Новой Зеландии и США).

## Увековечение
Включена в число пожизненных членов хоккейного клуба «Валли».